# Voz de Croacia
La Voz de Croacia (croata: Glas Hrvatske), conocida también como el Programa internacional de la Radio Croata, es un servicio de radio internacional de la radiodifusora pública croata Hrvatska Radiotelevizija. Se escucha únicamente por satélite e internet. Tiene programas en croata para la diáspora croata y programas en alemán, inglés y español destinadas a una audiencia internacional y a los descendientes de emigrantes croatas que no hablan el idioma croata. 

## Historia
La Voz de Croacia comenzó en 1991 con una transmisión por onda corta de un programa en lengua croata de una hora de duración para los croatas que vivían en el exterior. En el año 2000, la programación se amplió a dos horas y se añadieron emisiones en español e inglés para un público internacional. El 15 de mayo de 2003, la Voz de Croacia ya emitía las 24 horas en onda media para Europa; así como por onda corta, vía satélite e internet para el resto del mundo.
El 1 de enero de 2013, la Voz de Croacia dejó de difundir por onda corta y el 1 de enero de 2014, terminó su emisiones en onda media.

## Redacción española
La redacción española de la Voz de Croacia está conformada por:
- Bolivia Milton Arandia,
- Kaja Pandža
- Argentina Mariana Campera
- Argentina Damian Mamić
- México Manuel Plaza
- Bolivia  David Rey

## Programación en español
Croacia Hoy es programa informativo en español sobre la actualidad política, económica, cultural, científica y deportiva de Croacia. Tiene tres versiones:
- Croacia Hoy - El Noticiero: de cinco minutos de duración y se transmite de lunes a viernes a las 14:00 horas (CET).
- Croacia Hoy: dura 15 minutos y se emite diariamente a la 00:30 (CET), con repetición a la 04:30 (CET).
- Croacia Hoy - Magazin: programa especial de Croacia Hoy. Se difunde los fines de semana.

Para las estaciones de radio afiliadas, la Voz de Croacia produce los programas La Crónica Semanal y Panorama Deportivo.

## Blogs
La Voz de Croacia tiene blogs en alemán, inglés y español. Vivo Croacia es el blog escrito en español por Mariana Campera.